# 의령 백곡리 감나무
의령 백곡리 감나무는 대한민국 경상남도 의령군 정곡면 백곡리에 있는 감나무이다. 대한민국의 천연기념물 제492호이다.
한국의 감나무 중 최고령인 450년으로 추정되며, 나무높이 28m, 가슴높이 줄기둘레 4m 정도로 감나무 중에서는 보기 드물게 규모가 매우 크고 수형이 아름다운 나무이다. 보통 감나무의 최고 수명이 200~250년인 것을 감안하면 백곡리 감나무는 거의 두 배나 수령이 길다.
이 감나무는 원래 백곡리의 당산나무였으며, 마을에서는 해마다 이 나무 앞에서 당제를 지내며 마을의 안녕과 풍요를 기원했으나 나무의 수령이 너무 오래 되어 열매를 맺지 못하게 되자 더 이상 당제를 지내지 않고 오늘에 이르렀다.

## 평가
노거수 중에서도 한국 고유의 유실수라는 점에서 그 문화적 가치가 매우 큰 자연유산이므로 천연기념물로 지정하여 보호하고 있다.